# Sabinar de los Pucheros
El sabinar de los Pucheros (también, sabinar del paraje Los Pucheros) forma un bosquecillo de árboles centenarios en el parque natural de Puebla de San Miguel, en el Rincón de Ademuz (Comunidad Valenciana, España).

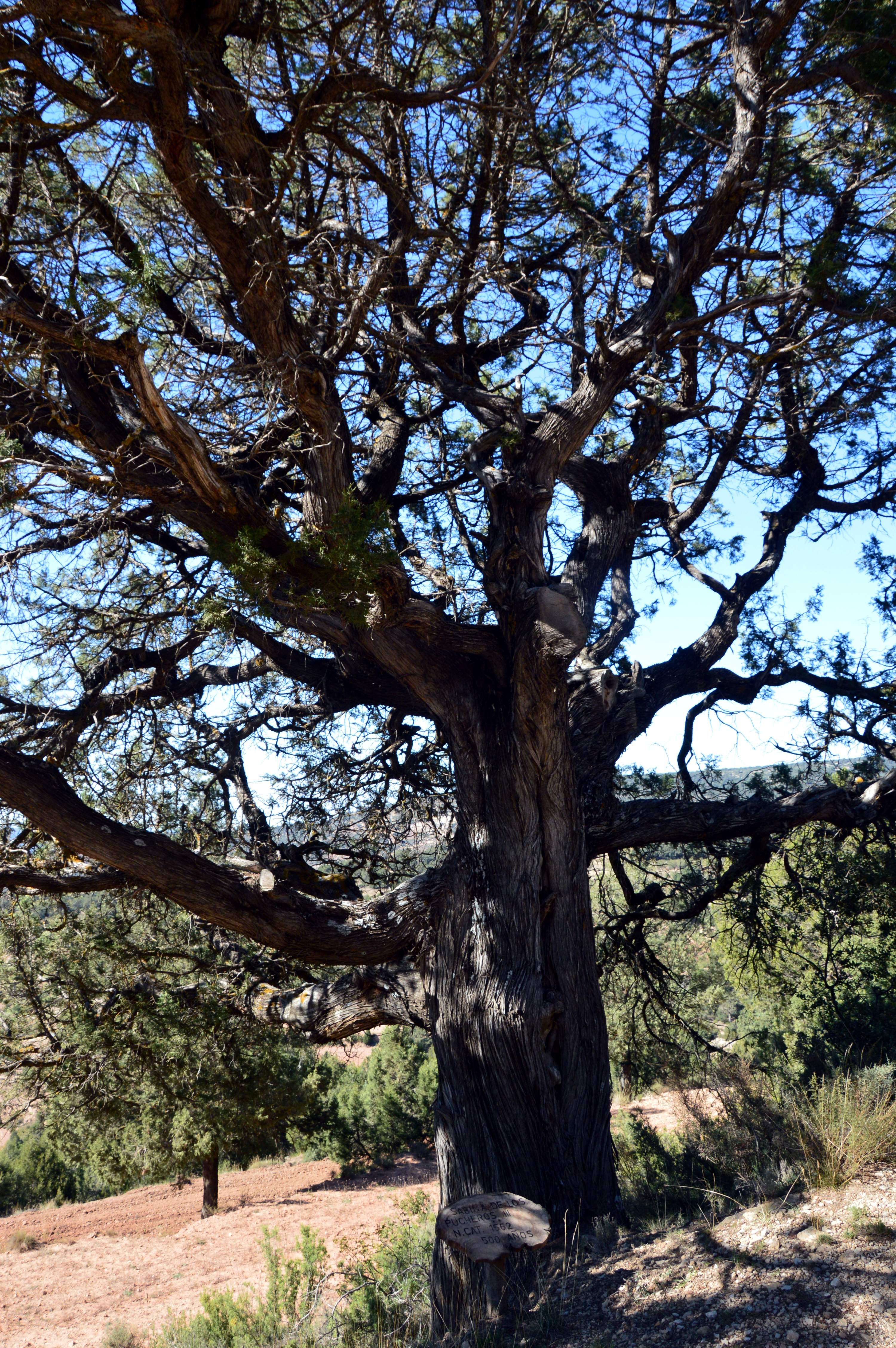
Monumental sabina de Los Pucheros III (500 años, n.º catálogo: 1602), parque natural de la Puebla de San Miguel (2018).

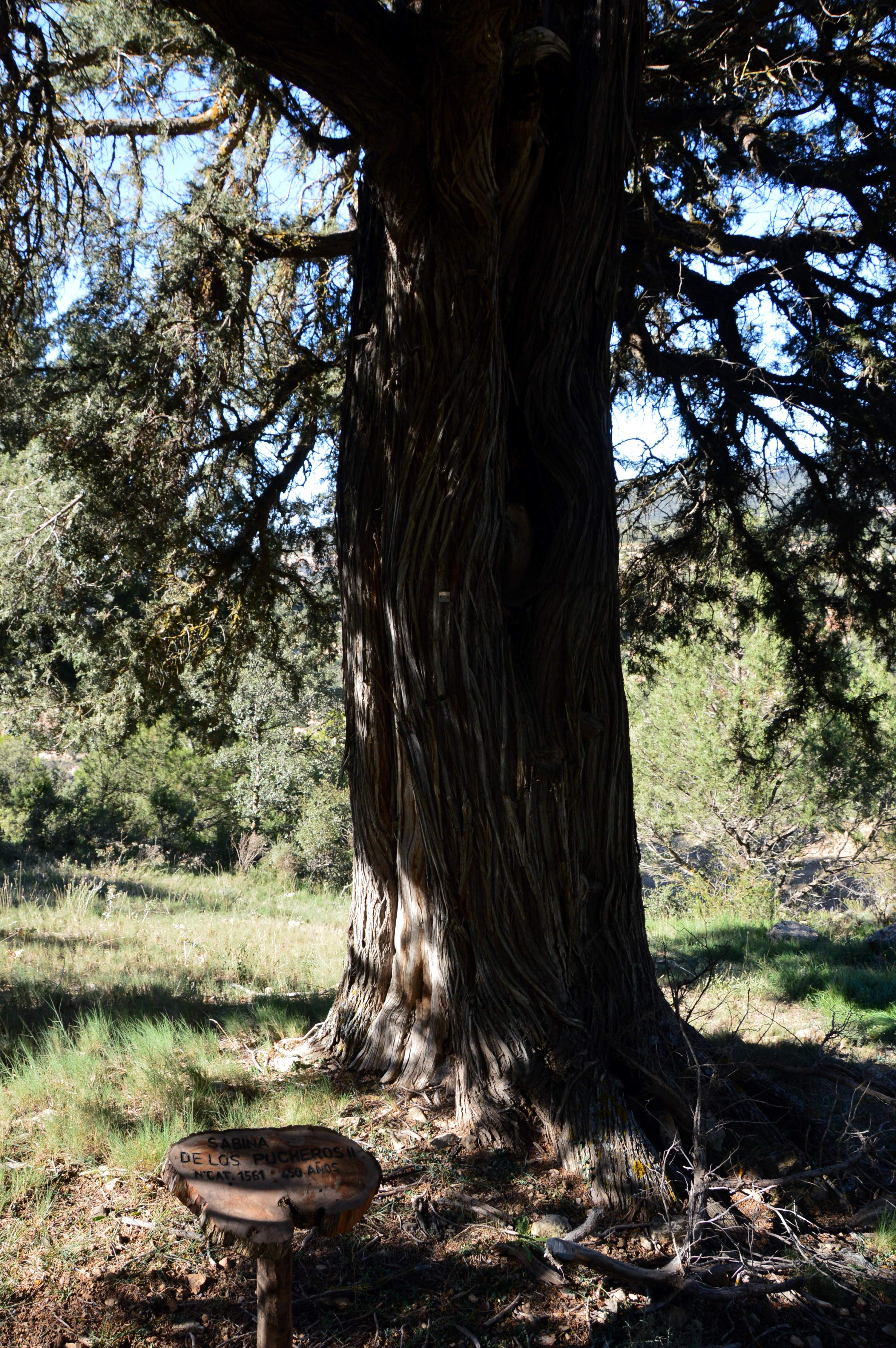
Detalle del fuste de la monumental sabina de Los Pucheros II (450 años, n.º catálogo: 1561), parque natural de la Puebla de San Miguel (Valencia), 2018.

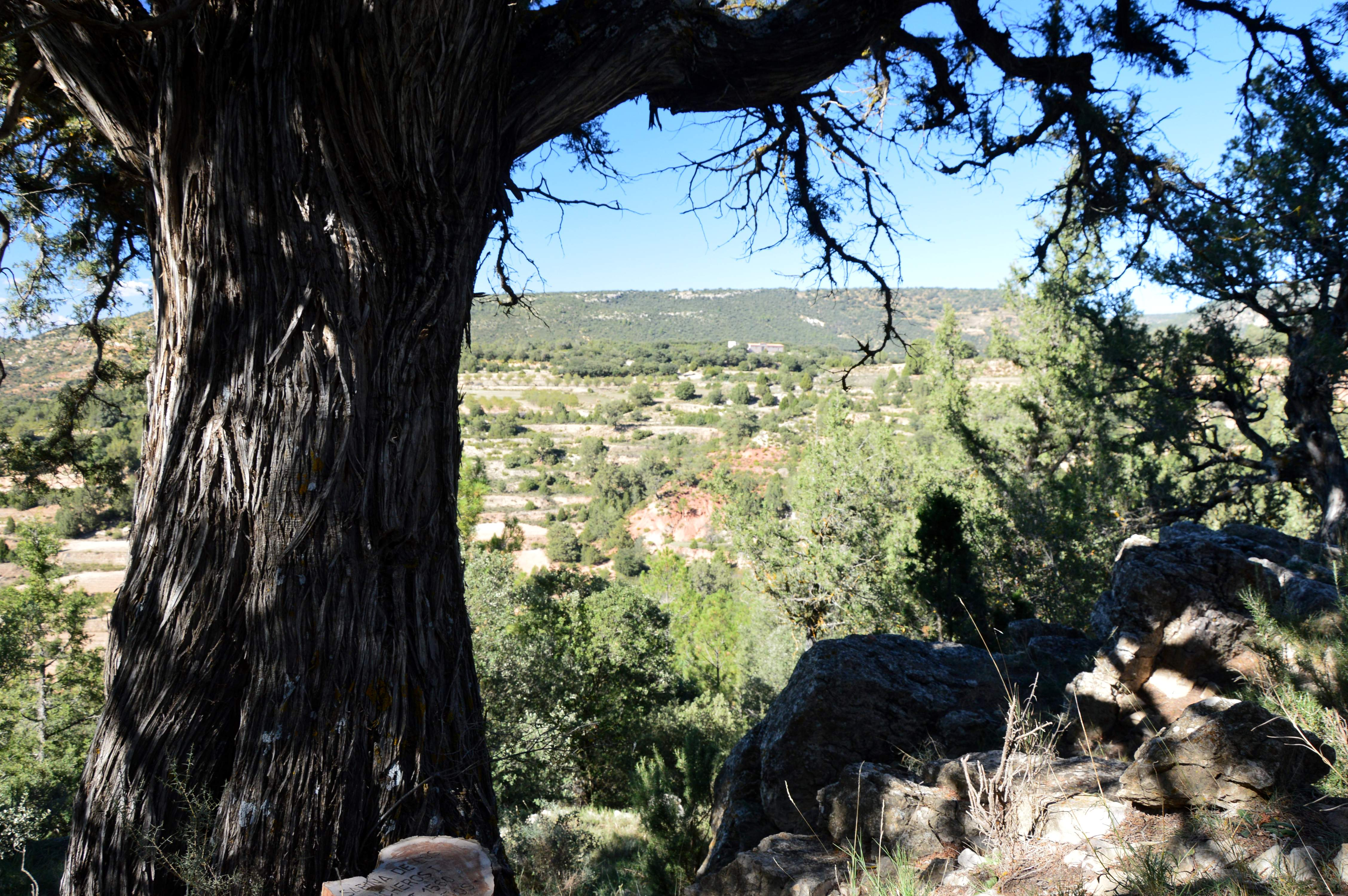
Monumental sabina de Los Pucheros I (500 años, n.º catálogo: 1560), parque natural de la Puebla de San Miguel (2018).

Se trata de un bosque de sabinas albares (Juniperus thurifera L) ubicado a unos 1.000 metros de altitud; a los ejemplares más monumentales se les calculan varios siglos de vida: entre los 450 y los 500 años, son propiedad del Ayuntamiento de Puebla de San Miguel.

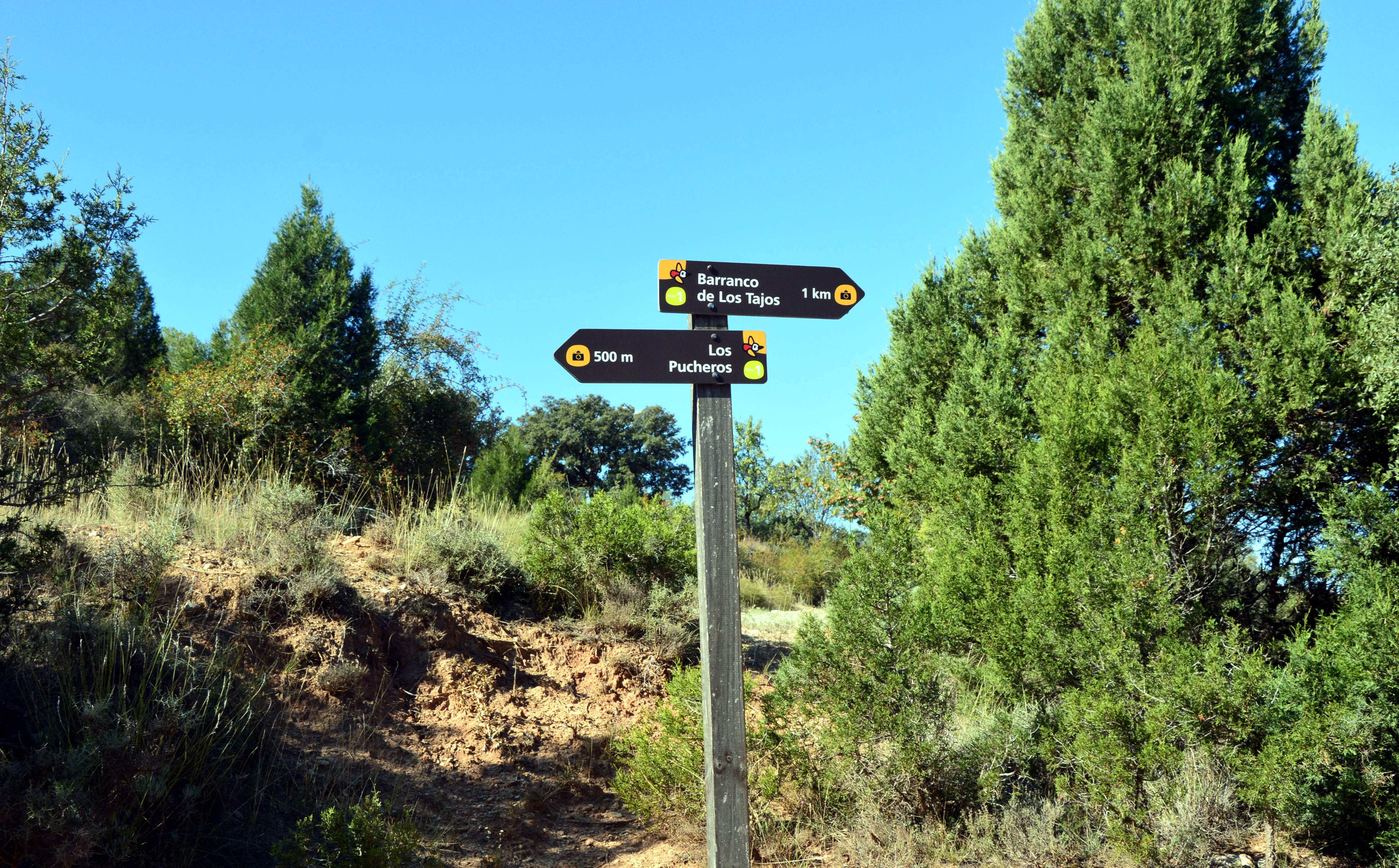
Detalle de poste con palas en el Camino de Sesga, parque natural de la Puebla de San Miguel (Valencia), 2018.

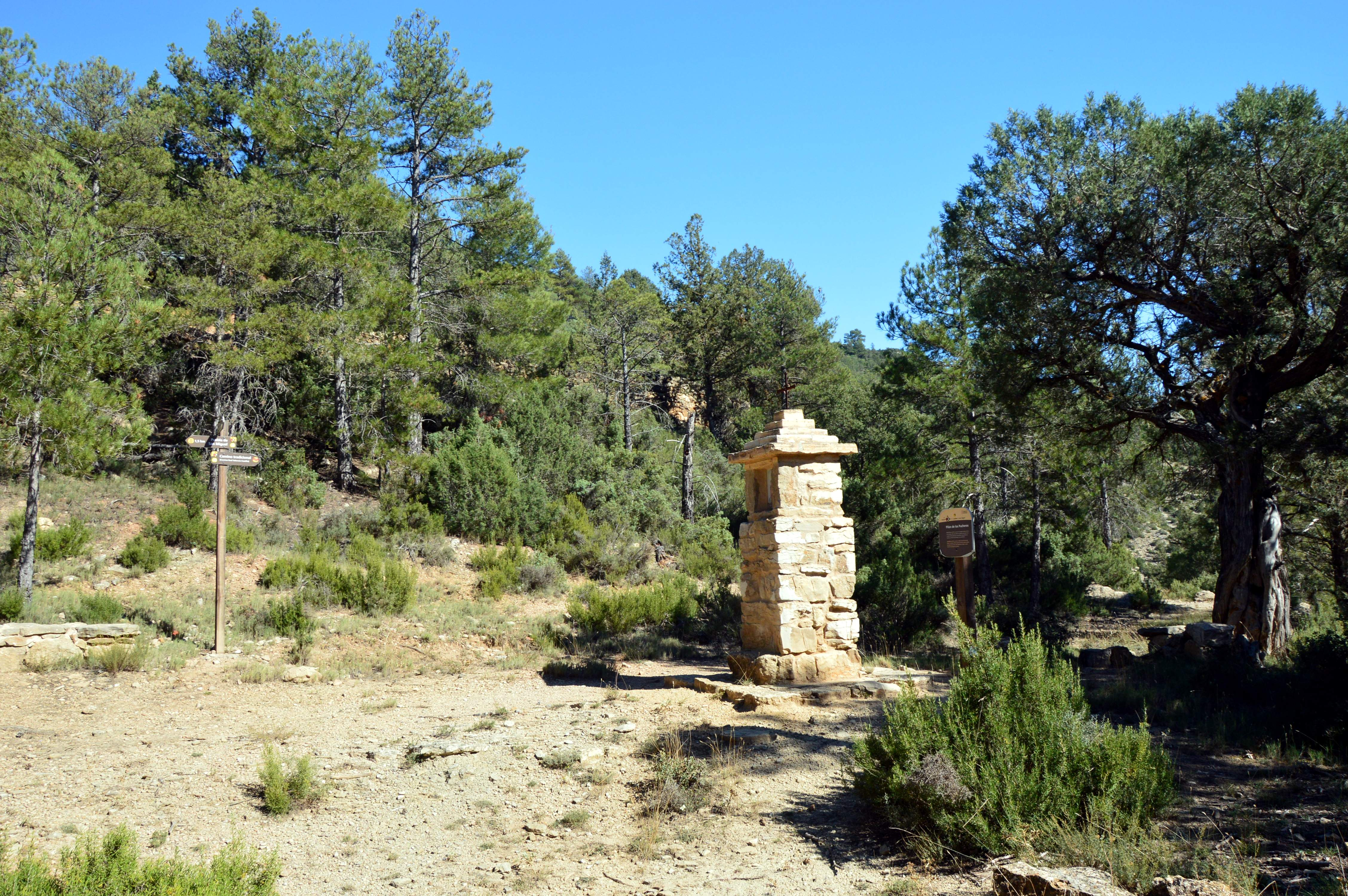
Paraje de Los Pucheros en el parque natural de la Puebla de San Miguel (Valencia), con detalle del Pilón de Santa Quiteria (2018).

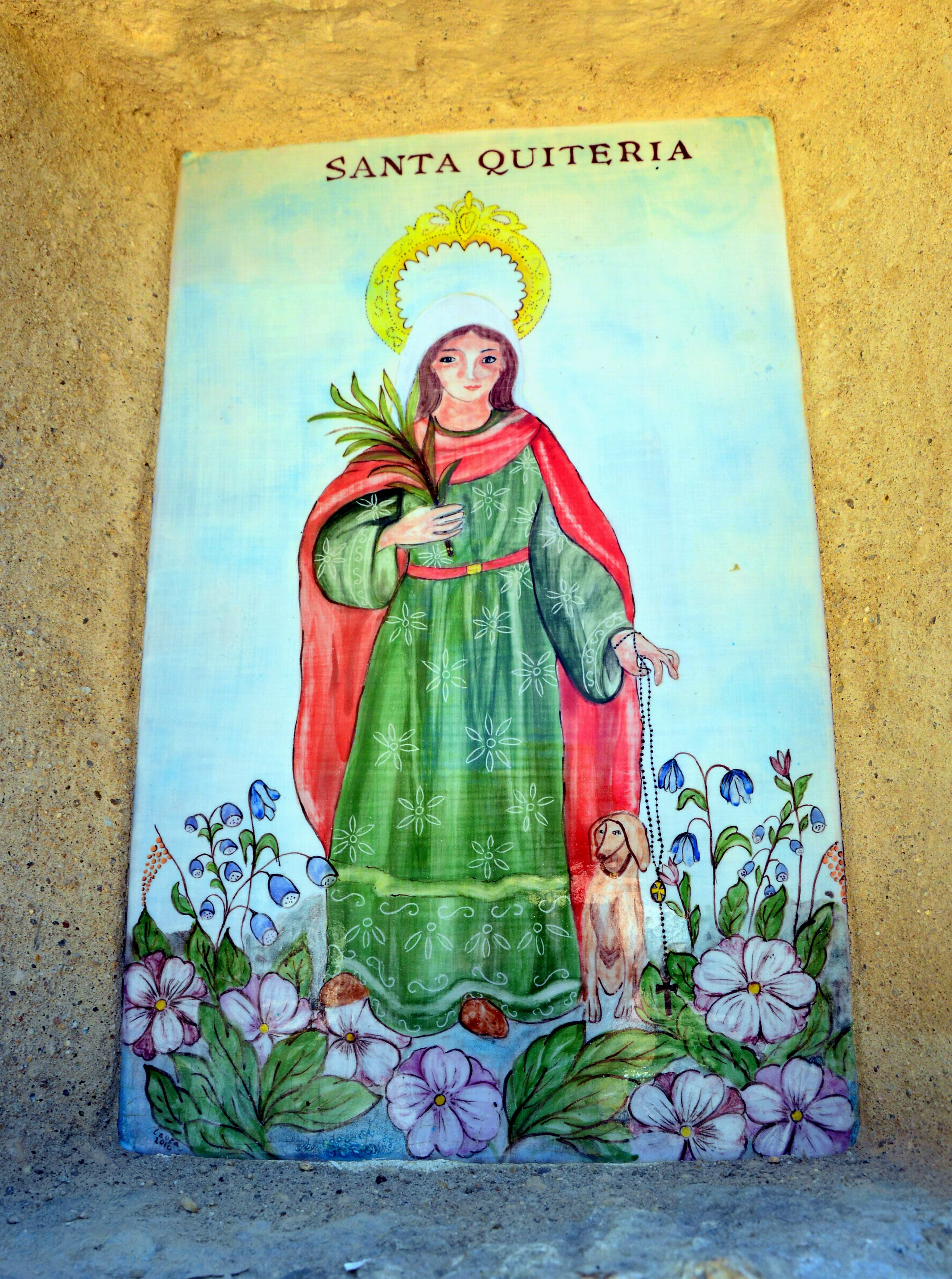
Detalle de ladrillo cerámico con la imagen de Santa Quiteria en el paraje de Los Pucheros, parque natural de la Puebla de San Miguel (Valencia), 2018.

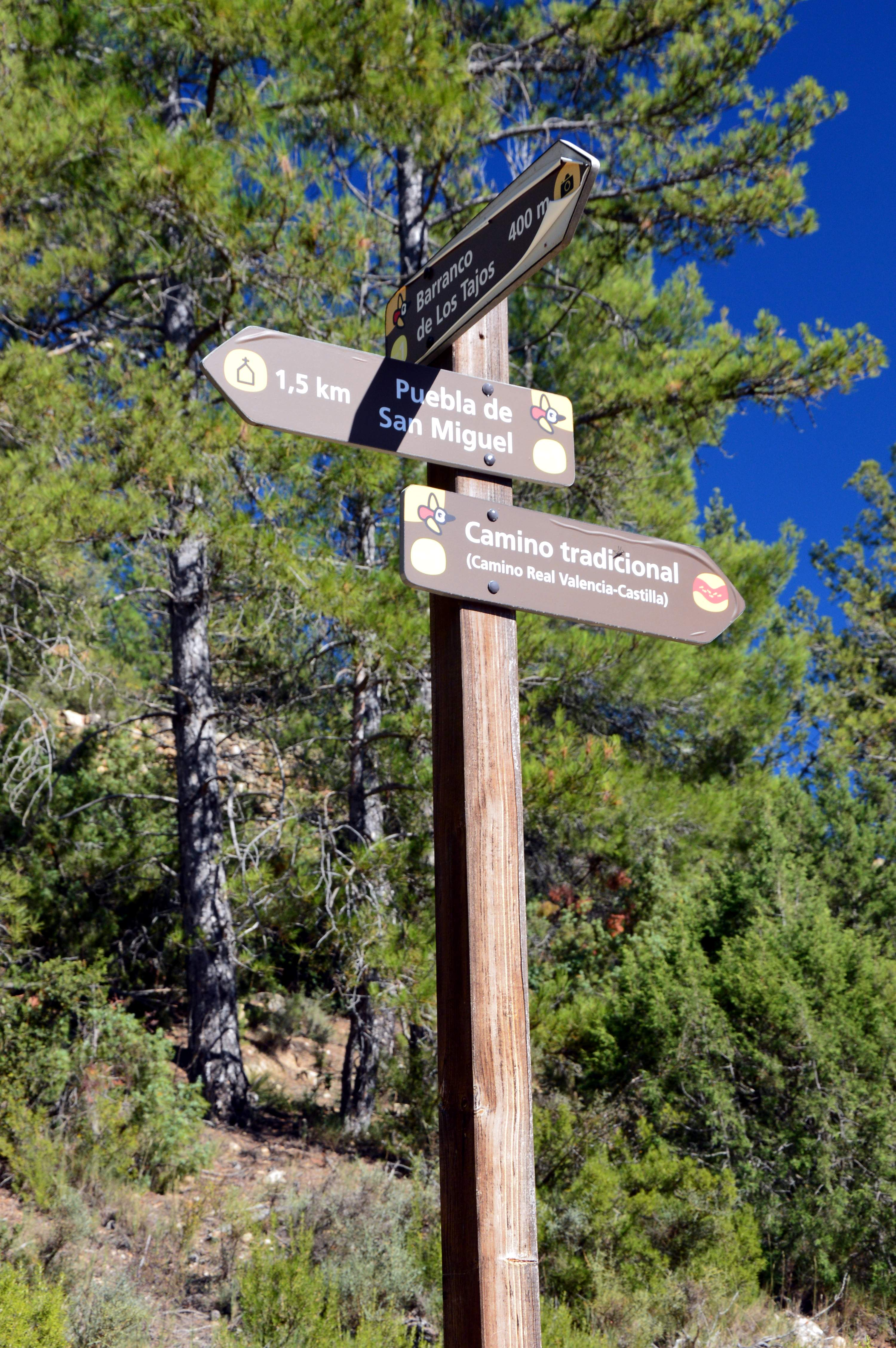
Detalle de poste con palas de dirección en el paraje de Los Pucheros, junto al Camino tradicional de Valencia a Aragón, parque natural de la Puebla de San Miguel (Valencia), 2018.

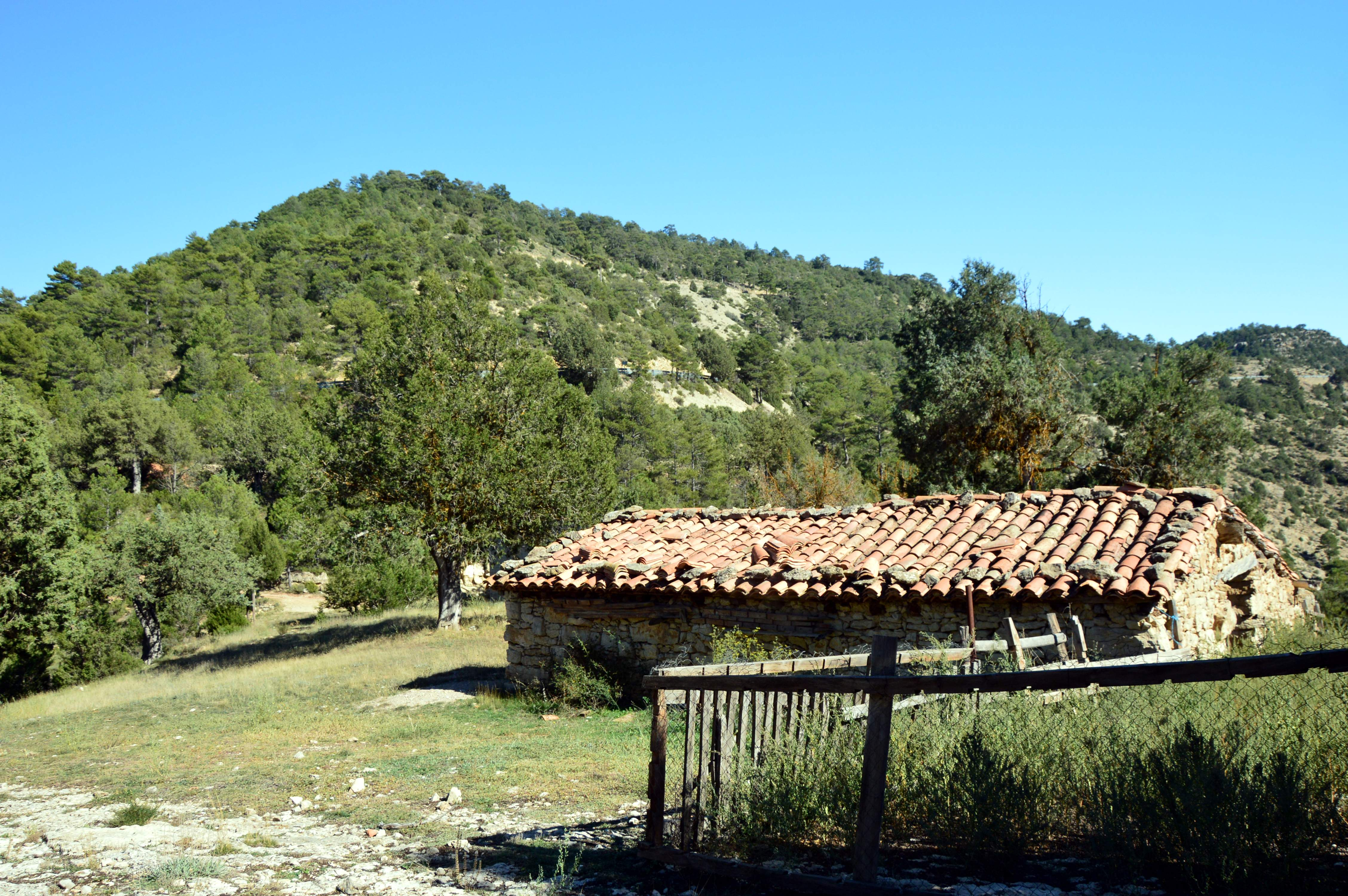
Paisaje en el paraje de Los Pucheros, parque natural de la Puebla de San Miguel (Valencia), con detalle de construcciones vernaculares (2018).

## Historia
Por su monumentalidad destacan tres ejemplares de sabina: Los Pucheros I, II y III, que figuran con el número de inventario 1560, 1561 y 1562 respectivamente en el «Catálogo de árboles protegidos de la Generalidad Valenciana» (2016).-
Según esta datación, las plántulas de las sabinas más añosas de Los Pucheros debieron comenzar su existencia en la primera mitad del siglo XVI, esto es, entre el comienzo del reinado de Carlos I de España y el de su hijo, Felipe II de España.
En las inmediaciones se descubrió (en 2013) un yacimiento arqueológico correspondiente a la Edad de Bronce (siglo III a.JC). Aunque todavía en fase de estudio, el asentamiento parece corresponder a un campamento temporal que pudo servir «como punto de partida para la instalación definitiva de poblaciones que buscaban el desarrollo de tareas agrícolas y ganaderas» al amparo de la montaña.-

## Ubicación y descripción
El sabinar se halla entre la CV-363 y el barranco de Los Tajos (también, barranco de la Cañada de Jorge), esto es, a un centenar de metros del comienzo del camino de Puebla de San Miguel a Sesga -a 1,5 km de la villa.
El paraje está centrado por el Pilón de los Pucheros, columna de mampostería con una hornacina que guarda un ladrillo de cerámica con la imagen de santa Quiteria, valedora contra la rabia; en las inmediaciones hay varias construcciones vernaculares (apriscos, corrales y descubiertos...), vestigios de la intensa actividad agropecuaria que hubo en la zona en tiempos subactuales. Por el lugar pasa el camino tradicional de Puebla de San Miguel a Losilla de Aras (Camino Real de Valencia a Aragón), que seguían los pueblanos en su Romería a Santa Quiteria, en Hoya de la Carrasca:

«En este sabinar se producía el encuentro de los romeros que habían acudido a la Ermita de Santa Quiteria y tenía lugar una tradición popular que consistía en la rotura de pucheros colocados en palos clavados en el suelo, mediante lanzamiento de piedras. Constituye un micro-paisaje singular y frecuente debido al desarrollo de actividades tradicionales agropecuarias./ […] Estas tareas han contribuido a la creación de estos paisajes gracias a la gestión que se hacía de las sabinas para alimento del ganado. En la actualidad el abandono de estas prácticas tiene efectos desfavorables para las sabinas monumentales, y es habitual encontrar ejemplares con ramas desgarradas».
Las sabinas de los Tajos, Miranda y los Pucheros (Puebla de San Miguel, Valencia), I, Alfredo Sánchez Garzón

## Características
Los ejemplares más notables se hallan al borde del camino tradicional y en la ladera septentrional del cerro rocoso que hay a la derecha del mismo:

### Sabina de Los Pucheros I
- Nombre científico: Juniperus thurifera.
- Nombre vulgar: sabina albar
- Propiedad: Ayuntamiento de Puebla de San Miguel.
- Altura: 12,00 m
- Diámetro de copa: 11,80 m
- Perímetro del tronco (a 1,30 m del suelo): 3,50 m
- Edad: 500 años
- Entorno de protección: 15,90 m
- N.º inventario: 1560
- Coordenadas: X 657767 / Y 4433261[5]

### Sabina de Los Pucheros II
- Nombre científico: Juniperus thurifera.
- Nombre vulgar: sabina albar
- Propiedad: Ayuntamiento de Puebla de San Miguel
- Altura: 9,00 m
- Diámetro de copa: 11,40 m
- Perímetro del tronco (a 1,30 m del suelo): 3,50 m
- Edad: 450 años
- Entorno de protección: 15,70 m
- Nº inventario: 1561
- Coordenadas: X -/ Y -

### Sabina de Los Pucheros III
- Nombre científico: Juniperus thurifera.
- Nombre vulgar: sabina albar.
- Propiedad: Ayuntamiento de Puebla de San Miguel.
- Altura: 9,00 m.
- Diámetro de copa: 13,30 m.
- Perímetro del tronco (a 1,30 m del suelo): 3,70 m.
- Edad: 500 años.
- Entorno de protección: 16,70 m.
- Nº inventario: 1562
- Coordenadas: X 657867 / Y 4433272[5]

## Generalidades
Los sabinares se consideran bosques relictos testimoniales, herederos de los esteparios pre-glaciales cuyo esplendor tuvo lugar en periodos más áridos que los actuales. Su herencia genética les permites sobrevivir en el duro clima continental: bajas temperaturas invernales y sequías estivales.
La coincidencia del sabinar con áreas rurales demográfica y económicamente deprimidas por la emigración de las últimas décadas hace que en estas zonas se haya abandonado el aprovechamiento tradicional del sabinar (madera para la construcción, alimento para el ganado). Ello va en detrimento de las sabinas. El despertar de la sociedad a los nuevos valores ecológicos (lucha contra la erosión y desertificación, disfrute del medio natural: paisaje, medio ambiente…) hace que se plantee la necesidad de restaurar los antiguos sabinares. Pero para asegurar la explotación sostenible de los sabinares, «es necesario garantizar su regeneración». Al respecto existen importantes estudios de investigación en el municipio de Puebla de San Miguel (Rincón de Ademuz), en consonancia con el espíritu de la Estrategia Forestal Española (Ministerio de Medio Ambiente, 2000).